# Upplands runinskrifter 1061
Upplands runinskrifter 1061 står utanför Viksta kyrka men är inte en äkta runsten, utan ett falsarium, nonsensinskrift eller en imitation. Texten innehåller både korrekta och påhittade runor, ornamenteringen är helt osymmetrisk och liknar ingen annan sten. Själva ristningen är också annorlunda, ristningen är grund och stenen ger ett målat intryck.
Ristaren har valt en välkänd komposition bl. a. flera gånger använd av Öpir (se U 36, U 684, U 950), och kompositionen utförd av honom på ett ganska skickligt sätt. Stenen har legat i kyrkgolvet sedan medeltiden, och därför är den meningslösa ristningen troligtvis samtida med de riktiga runstenarna.